# Fantasy Business
Fantasy Business est un jeu de société créé par Christophe Boelinger en 2002 et édité par Jeux Descartes.
Pour 3 à 8 joueurs, à partir de 12 ans, pour environ 30 minutes.

## Principe général
Dans ce jeu, les joueurs incarnent des commerçants fournissant le matériel classique des aventuriers d'Heroic fantasy : armes, armures, potions, etc. Comme pour tout commerçant, il leur faut acheter peu cher pour revendre plus cher, négocier avec la concurrence et prendre garde aux coups tordus de ses adversaires, le tout dans un seul but : s'enrichir.

## Règle du jeu

### But du jeu
Le but du jeu est de finir la partie en étant le plus riche (argent + marchandises).

### Matériel
Le jeu contient :
- 48 cartes articles (entre parenthèses le prix de base de l'article en écus)
  - Plantes médicinales (2 écus)
  - Composants magiques (3 écus)
  - Arcs et flèches (3 écus)
  - Epées (4 écus)
  - Armures (5 écus)
  - Chevaux (5 écus)
  - Parchemins de sort (6 écus)
  - Potions magiques (6 écus)
- 24 cartes spéciales (événements, actions spéciales…)
- Une carte désignant le premier acheteur
- Des jetons figurant les écus
- Des feuillets servant à fixer les prix

### Mise en place
Les cartes articles et les cartes spéciales sont battues ensemble et forment un talon. Chaque joueur reçoit 10 écus. Le plus jeune joueur est désigné Premier acheteur du premier tour d'une partie qui en compte 10 (ou 8 si le nombre de joueurs excède six).

### Déroulement d'un tour de jeu

#### Enchères
Le premier acheteur étale les premières cartes du talon, autant que le nombre de joueurs. Les cartes articles sont révélées, les cartes spéciales restent face cachée.
Le premier acheteur choisit une des cartes pour la mettre aux enchères. Chaque joueur, en commençant par lui et en tournant dans le sens des aiguilles d'une montre peut enchérir, le prix de base étant indiqué sur la carte et étant de un écu pour les cartes spéciales. Celui qui remporte les enchères gagne la carte. Si personne n'enchérit, la carte est défaussée.
Le premier acheteur choisit successivement les cartes restantes et les met aux enchères sur le même principe. Les joueurs ayant déjà acquis une carte ne peuvent plus participer ce tour-ci.
Si à la dernière carte, il ne reste plus qu'un joueur, c'est-à-dire qu'aucune carte avant n'a été défaussée, le joueur peut l'acquérir pour sa mise à prix.

#### Vente
Chaque joueur choisit en secret le prix de vente qu'il compte appliquer aux articles qu'il possède. Ce prix doit être compris entre le prix de base et le double de celui-ci. Il est possible de discuter avec ses concurrents, mais le choix final est secret.
Quand tout le monde a noté ses prix, ceux-ci sont révélés. Chaque joueur reçoit l'argent qu'il a fixé, soit prix de vente de l'article * nombre de cartes possédées de l'article, avec les exceptions suivantes :
- Pour chaque article, le joueur ayant fixé le prix le plus bas du marché gagne 2 écus supplémentaires par article.
- Pour chaque article, le joueur ayant fixé le prix le plus haut du marché ne reçoit rien.
- Si tous les joueurs ont fixé le même prix, il est considéré comme le prix le plus bas du marché.

Une bonne dose de stratégie (voire de bluff ou même de trahison si des prix ont été convenus entre joueurs pour ne finalement pas être respectés) est nécessaire pour bien négocier cette phase.

#### Fin du tour
Chacun ayant reçu son argent, le premier acheteur cède son rôle à son voisin de gauche et un nouveau tour commence.

#### Aléas
En plus de ce déroulement classique, les cartes spéciales viennent pimenter le jeu, permettant par exemple de recevoir des subventions extraordinaires, de voler des articles à un adversaire, de mettre les batons dans les roues d'un adversaire en déclarant que son acheteur ne paie pas ce tour-ci ou qu'un article est défectueux. Chaque carte spéciale utilisée est défaussée après usage.

#### Monopole
Dans ce jeu, une situation très intéressante est d'avoir le monopole sur un article. Cela permet de fixer le prix maximal, qui sera aussi le prix le plus bas et sera donc majoré de 2 par article, et donc de gagner beaucoup d'argent sans risque. Attention toutefois à la carte spéciale Loi Anti-trust, qui oblige un joueur en situation de monopole (carte sans effet sinon) à revendre aux enchères toutes ses cartes d'un type donné. Cette carte peut avoir un effet dévastateur sur un joueur qui ne compte que sur un important monopole sur un article.

### Fin de partie et vainqueur
Au bout de 8 à 10 tours (8 s'il y a sept ou huit joueurs) les joueurs comptent leurs écus, ajoutent la valeur faciale de leurs biens, ce qui détermine le score final. Le vainqueur est celui qui a le score le plus élevé.